# Anaphosia extranea
Anaphosia extranea là một loài bướm đêm thuộc phân họ Arctiinae, họ Erebidae.